# Joaquín Lorenzo Villanueva
Joaquín Lorenzo Villanueva y Astengo (Játiva, 10 de agosto de 1757-Dublín, 25 de marzo de 1837) fue un clérigo, historiador y escritor liberal español de la Ilustración, hermano del también historiador Jaime Villanueva.

## Biografía
Hijo del encuadernador de libros aragonés José Villanueva y Salvador, descendiente de hacendados y nacido en Olba (Teruel), y de la italiana Catalina Astengo y Badi, natural de Taurani (República de Génova), casados en Valencia y residentes en Játiva. Estudió Humanidades en Orihuela y Teología en Valencia y se doctoró en 1777. De esta época es su Philosophiae theses quas in petitione magisterii defendet... (Valencia, 1772). Hasta 1780 enseñó filosofía en el seminario de Orihuela, tarea a la que renunció por discrepancias con sus colegas. Ya era un gran defensor del regalismo eclesiástico español.
Protegido por Juan Bautista Muñoz, cosmógrafo mayor de Indias, se instaló en Madrid y allí se relacionó con los más importantes eruditos ilustrados, en especial con los jansenistas. No logró una canonjía en San Isidro a la que opositó en 1781, pero el ilustrado obispo de Salamanca e inquisidor general Felipe Bertrán, también protector del helenista Pedro Estala, le nombró catedrático de Teología en el Seminario de Salamanca. Tradujo en verso el libro de San Próspero de Aquitania Poema contra los ingratos (Madrid, 1783) y también el Oficio de la Semana Santa, muy reimpreso. Siguió De la obligación de decir misa con circunspección y pausa (Madrid, 1788), pero de nuevo tuvo que abandonar su cargo por indisponerse doctrinalmente con el resto de los profesores y pasó a Madrid como capellán de Bertrán y calificador del Santo Oficio. Publica De la reverencia con que se debe asistir a misa y de las faltas que en esto se cometen (Madrid, 1791) y el importante De la lección de la Sagrada Escritura en lenguas vulgares, Valencia, 1791, donde defiende la traducción al español de la Biblia. Al año siguiente ingresa en la Real Academia Española, donde fue bibliotecario, y poco después en la Real Academia de la Historia. 
Empieza a publicar el Año cristiano de España (Madrid, 1781-1803) y Dominicas, ferias y fiestas movibles del año cristiano de España (Madrid, 1791-1803), Novena del Beato Nicolás Factor (Madrid, 1792), Catecismo del Estado según los principios de la Religión (Madrid, 1793), Cartas eclesiásticas al doctor don Guillermo Díaz Luzeredi en defensa de las leyes que autorizan ahora al Pueblo para que lea en su lengua la Sagrada Escritura (Madrid, 1794), donde vuelve a batallar para que se permita a la gente leer la Biblia en español. Obtiene en 1795 el cargo de capellán de honor y predicador del rey Carlos IV, aparte de otros cargos eclesiásticos. Publica Cartas de un presbítero español sobre la carta del ciudadano Grégoire, Obispo de Blois, al señor Arzobispo de Burgos, Inquisidor General de España, (Madrid, 1798), obra esta, como las anteriores en que se muestra todavía partidario del absolutismo. Por entonces forja con su hermano Jaime Villanueva el gran proyecto del Viaje literario a las iglesias de España, un intento de fundamentar científicamente el Regalismo de la iglesia española en los documentos buscando las diferencias y variaciones en los ritos litúrgicos nacionales de las distintas regiones de España desde las más remota antigüedad; el proyecto se amplió para copiar todo cuanto documento valioso para la historia eclesiástica de España y la historia en general del país pudiese ofrecer el itinerario de su hermano Jaime por los archivos de los templos y monasterios españoles. La labor de Joaquín Lorenzo fue anotar las cartas que iba recibiendo de su hermano con sus descubrimientos y anotarlas debidamente. Escribió después la Oración fúnebre en las exquias de... D. Antonio Sentmarat de Cartellá (Madrid, 1806) y El Kempis de los literatos (Madrid, 1807).
El 2 de mayo de 1808 se retiró al convento de los Agustinos de Alcalá de Henares y, aunque volvió a Madrid y participó en su defensa, abandonó la ciudad poco antes de ser tomada por Napoleón. En 1809 está en Sevilla como miembro de la "Junta de materias eclesiásticas" creada por la Junta Central, que le nombró canónigo de Cuenca. Elegido diputado por Valencia a las Cortes Extraordinarias, marchó a Cádiz llegando con cierto retraso el 24 de octubre, a causa de las difíciles comunicaciones. Fue uno de los diputados más activos, y sus intervenciones, al principio poco definidas políticamente, fueron decantándose hacia el lado liberal, del que fue uno de los más destacados representantes desde 1811. Gran parte de la política religiosa de las Cortes fue inspirada por este diputado, odiado especialmente por los realistas. Publicó El Jansenismo dedicado al Filósofo Rancio (Cádiz, 1811), con el seudónimo de Ireneo Nystactes, seguido del muy famoso Las angélicas fuentes o el tomista en las Cortes (Cádiz, 1811-1813). Escribió también Dictamen sobre la segunda proposición preliminar del proyecto de decreto sobre los Tribunales protectores de la religión (Cádiz, 1813), Memoria crítica de una parte del Dictamen y Voto por escrito sobre la Inquisición (Cádiz, 1813), Exposición (Cádiz, 1813), Conciliación político cristiana del Sí y el No (Valencia, 1813). 
Al trasladarse las cortes a Madrid lo hace él también y en mayo de 1814 viajó a Valencia, donde Fernando VII le dejó clara su animadversión. Por más que se le aconsejó el exilio, volvió a Madrid, donde fue detenido en su casa y encerrado en la Cárcel de la Corona. En septiembre de 1815 se le condenó a seis años de reclusión en el Convento de la Salceda, Guadalajara, a confiscación de sus rentas y a la privación de sus cargos y empleos. Allí se consagró a escribir una serie de poemas que luego reunió bajo el título de Cancionero de La Salceda. 
Con la vuelta al sistema constitucional se le reintegró en 1820 a su canonjía de Cuenca, pero pronto volvió a Madrid como diputado por Valencia. Publicó entonces Apuntes sobre el arresto de los vocales de Cortes, ejecutado en mayo de 1814 (Madrid, 1820), que había escrito en prisión; Cartas de Don Roque Leal a una amigo suyo, sobre la representación del Arzobispo de Valencia a las Cortes (Madrid, 1820); Observaciones sobre la apología del Altar y el Trono, Valencia, 1820; Nuevos apuntes sobre las Cartas del señor Alcalá Galiano (Madrid, 1821); Cuestión importante: los diputados de nuestras Cortes ¿son inviolables respecto de la Curia romana? (Madrid, 1821). En agosto de 1822 fue nombrado embajador ante la Santa Sede y marchó para Italia con su hermano Jaime Villanueva, pero el papa prohibió su entrada en los Estados Pontificios, por lo que el gobierno español expulsó en correspondencia al nuncio Giustiniani en enero de 1823. Al regreso desde Italia, no sin haber visitado antes a sus parientes genoveses, viaja a Sevilla para dar cuenta al Gobierno y publica Mi despedida de la Curia romana (Barcelona y Murcia, 1823). Los acontecimientos políticos (invasión de la Santa Alianza y sus Cien mil hijos de San Luis en 1823) le deciden a un exilio que será definitivo. De Gibraltar pasa a Irlanda, llegando a Londres con su hermano Jaime en diciembre de 1823. Allí los dos hermanos frecuentan la tertulia de su paisano el librero e impresor Vicente Salvá, y junto al político José Canga Argüelles fundarán y redactarán la principal revista de los liberales españoles emigrados, Ocios de españoles emigrados (Londres, 1824-1827), donde Joaquín Lorenzo publicará sus Cartas hibérnicas. Pero Jaime muere enseguida. Sigue publicando folletos y libros: Observaciones sobre la contestación del Rev. Doyle a la comisión de la Cámara de los Comunes (Londres, 1825), también aparecido en inglés. Publica además su autobiografía, Vida literaria (Londres, 1825); hay edición moderna de Germán Ramírez Aledón (Alicante, 1996). 
Trabajó también sobre asuntos propios de las islas británicas, como The apostolic Vicariate of England and Scotland, (Londres, 1825), Misapprehensions of the V. R. P Curteis and the V. R. G. Doyle concerning the oath which the Bishops of Ireland take to the Roman Pontiff (Londres, 1825); Mr. Daniel O'connell as Irish Counsellor denounced as an impostor, at the bar of the tribunal of public opinion (Londres, 1826); Catecismo de Moral (Londres, 1826), Juicio de la obra del Señor Arzobispo Despradt titulada "Concordato de México con Roma" (Londres, 1827), Catecismo de los literatos (Londres, 1828), Carta de Juanillo el Tuerto a su primo Saiz Castellanos (Londres, 1828), folleto que se incorporará a la larga polémica filológica que sostendrá con otro liberal español exiliado en Londres, Antonio Puigblanch, serie a la que pertenecen también Don Termópilo o defensa del Prospecto del Doctor Puigblanch (Londres, 1829, con el seudónimo de "Perico de los Palotes") y Carta... al Sr. D. Antonio Puigblanch (Londres, 1829) y Juicio de los opúsculos gramático-satíricos de Don Antonio Puigblanch (Dublín, 1836). Publicó además Protesta del Dr... sobre la furtiva edición de su Catecismo de Moral hecha en Bogotá el año de 1829 (Londres, 1829), Hibernia Phoenicea (Dublín, 1831, en latín y en traducción inglesa de Londres, 1833), Poesías escogidas (Dublín, 1833), Sancti Patricii Ibernorum apostoli, synodo, canones, opuscula, et scriptorum quae supersunt, fragmenta, (Dublín, 1835). Póstumo apareció Mi viaje a las Cortes (Madrid, 1860). Cueto le atribuye también Cartas hibérnicas, Glosario latino del Fuero Juzgo, Discursos sobre las libertades de la Iglesia Española, Incompatibilidad de la monarquía universal y absoluta, Contestación que dio a la censura de sus obras por la Inquisición, De la divina Providencia, Memoria de un bajorrelieve hallado en Játiva, dictámenes diversos, etcétera. Se ha perdido un Diccionario etimológico que intentaba componer.
Pasó sus últimas días en Irlanda, próximo a posiciones protestantes, y está enterrado en el cementerio de Glasnevin, al norte de Dublín, como descubrió Germán Ramírez Aledón, editor moderno de su Vida literaria (Alicante, 1996).

## Obras

### Religión
- Philosophiae theses quas in petitione magisterii defendet... (Valencia, 1772)
- De la obligación de decir misa con circunspección y pausa (Madrid, 1788)
- De la reverencia con que se debe asistir a misa y de las faltas que en esto se cometen (Madrid, 1791)
- De la lección de la Sagrada Escritura en lenguas vulgares (Valencia, 1791)
- Año cristiano de España (Madrid, 1781-1803)
- Dominicas, ferias y fiestas movibles del año cristiano de España (Madrid, 1791-1803)
- Novena del Beato Nicolás Factor (Madrid, 1792)
- Catecismo del Estado según los principios de la Religión (Madrid, 1793)
- Cartas eclesiásticas al doctor don Guillermo Díaz Luzeredi en defensa de las leyes que autorizan ahora al Pueblo para que lea en su lengua la Sagrada Escritura (Madrid, 1794)
- El Jansenismo dedicado al Filósofo Rancio (Cádiz, 1811), con el seudónimo de Ireneo Nystactes
- Sancti Patricii Ibernorum apostoli, synodo, canones, opuscula, et scriptorum quae supersunt, fragmenta (Dublín, 1835)

### Traducciones
- Traducción de San Próspero de Aquitania Poema contra los ingratos (Madrid, 1783)
- Traducción del Oficio de la Semana Santa, muy reimpreso.
- Traducción de la Teología moral de Paley.

### Política
- Cartas de un presbítero español sobre la carta del ciudadano Grégoire, Obispo de Blois, al señor Arzobispo de Burgos, Inquisidor General de España (Madrid, 1798)
- Dictamen sobre la segunda proposición preliminar del proyecto de decreto sobre los Tribunales protectores de la religión (Cádiz, 1813)
- Memoria crítica de una parte del Dictamen y Voto por escrito sobre la Inquisición (Cádiz, 1813)
- Exposición (Cádiz, 1813)
- Conciliación político cristiana del Sí y el No (Valencia, 1813)
- Apuntes sobre el arresto de los vocales de Cortes, ejecutado en mayo de 1814 (Madrid, 1820)
- Cartas de Don Roque Leal a una amigo suyo, sobre la representación del Arzobispo de Valencia a las Cortes (Madrid, 1820)
- Las angélicas fuentes o el tomista en las Cortes (Cádiz, 1811-1813).
- Observaciones sobre la Apología del Altar y el Trono (Valencia, 1820)
- Nuevos apuntes sobre las Cartas del señor Alcalá Galiano (Madrid, 1821)
- Cuestión importante: los diputados de nuestras Cortes ¿son inviolables respecto de la Curia romana? (Madrid, 1821)
- Misapprehensions of the V. R. P Curteis and the V. R. G. Doyle concerning the path which the Bishops of Ireland take to the Roman Pontiff (Londres, 1825)
- Observaciones sobre la contestación del Rev. Doyle a la comisión de la Cámara de los Comunes (Londres, 1825), también aparecido en inglés.
- Mr. Daniel O'Connell as Irish Counsellor denounced as an impostor, at the bar of the tribunal of public opinion (Londres, 1826)

### Historia eclesiástica
- Prólogo y notas a Jaime Villanueva Viaje literario a las iglesias de España (1803- )
- The apostolic Vicariate of England and Scotland (Londres, 1825)

### Oratoria
- Oración fúnebre en las exquias de... D. Antonio Sentmarat de Cartellá (Madrid, 1806)

### Escritos autobiográficos
- Mi despedida de la Curia romana (Barcelona y Murcia, 1823)
- Vida literaria ó memoria de sus escritos y opiniones... (Londres, 1825). Hay edición moderna de Germán Ramírez Aledón (Alicante, 1996)
- Mi viaje a las Cortes (Madrid, 1860), póstuma.

### Artículos de prensa
- Artículos en Ocios de españoles emigrados (Londres, 1824-1827)

### Escritos polémicos
- Juicio de la obra del Señor Arzobispo Despradt titulada "Concordato de México con Roma" (Londres, 1827)
- Carta de Juanillo el Tuerto a su primo Saiz Castellanos (Londres, 1828)
- Don Termópilo o defensa del Prospecto del Doctor Puigblanch (Londres, 1829, con el seudónimo de "Perico de los Palotes")
- Carta... al Sr. D. Antonio Puigblanch (Londres, 1829)
- Juicio de los opúsculos gramático-satíricos de Don Antonio Puigblanch (Dublín, 1836). *Protesta del Dr... sobre la furtiva edición de su "Catecismo de Moral" hecha en Bogotá el año de 1829 (Londres, 1829)

### Poesía
- Hibernia Phoenicea (Dublín, 1831, en latín y en traducción inglesa de Londres, 1833)
- Poesías escogidas (Dublín, 1833)

### Varios
- El Kempis de los literatos (Madrid, 1807)
- Catecismo de Moral (Londres, 1826)
- Catecismo de los literatos (Londres, 1828)